# 트럼펫 협주곡 (하이든)
요제프 하이든이 작곡한 트럼펫 협주곡 내림마 장조 (Hob. VIIe/1) 1796년 트럼펫 거장 안톤 바이딩거를 위해 작곡되었다. 요제프 하이든은 64세였다. 트럼펫 레퍼토리 중 가장 좋아하는 이 곡은 "아마도 하이든의 가장 인기 있는 협주곡"으로 인용되었다.  1796년에 작곡되었지만 바이딩거는 4년 후인 1800년 3월 28일에 협주곡을 처음 연주했다.

## 형태
작품은 3악장(고전 시대 협주곡의 전형)으로 구성되며 다음과 같이 표시된다.
1. Allegro (sonata)
2. Andante (A–B–A)
3. Allegro (rondo)

독주 트럼펫 외에도 협주곡은 2개의 플루트, 2개의 오보에, 2개의 바순, 2개의 호른, 2개의 (아마도 내추럴) 트럼펫(일반적으로 독주 트럼펫보다는 호른이나 팀파니를 지원하기 위해 연주됨), 팀파니 및 현악기로 구성된 오케스트라를 위해 스코어링된다.

## 같이 보기
- 미하엘 하이든
- 요한 네포무크 훔멜

## 참고 문헌
1. ↑  Dahlqvist, Reine (2001). “Weidinger, Anton”. 《Oxford Music Online》.